# عكاشات

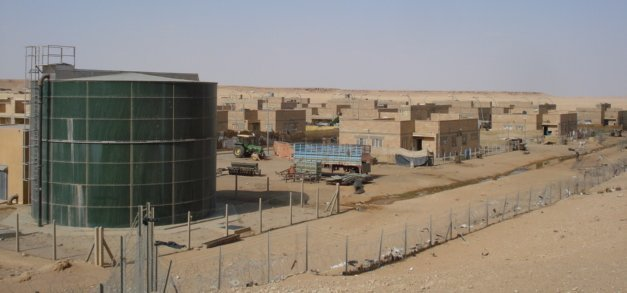
القرية السكنية في عكاشات.

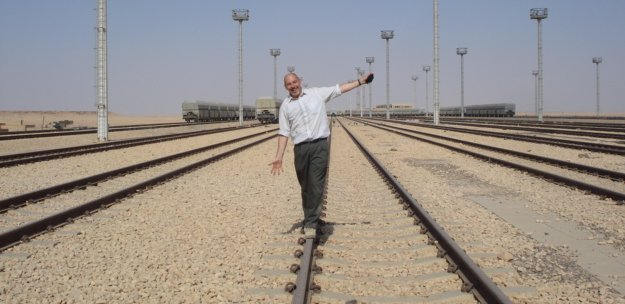
سكة الحديد في عكاشات.

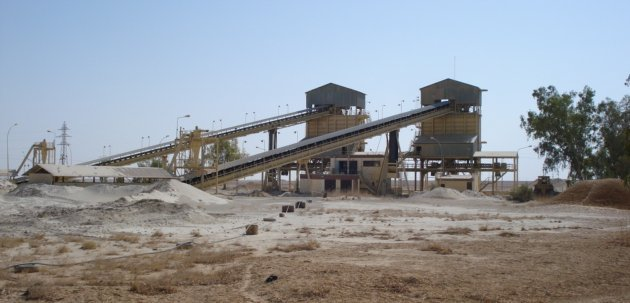
الفوسفات في عكاشات في العراق.

عكاشات هي مدينة عراقية في ناحية الوليد بين مدينة الرطبة ومدينة القائم، في محافظة الأنبار في غرب العراق، تعد هذا المنطقة من المناطق الغنية بالفوسفات ومعادن أخرى مثل الكوارتزايت والدولومايت ورمال الزجاج (المرو)و الرمال الثقيلة وهي نوعية خاصة من الرمال تتواجد فقط في منطقة وادي عامج والكعرة، والتي تتميز بوجود عدد من المعادن المهمة مثل الزركون التورمالين والمونازايت والبورسلينايتي.
ينحصر تواجد الفوسفات في العراق في الصحراء الغربية وبالذات في منطقة عكاشات، ويعد العراق ثاني بلد في العالم من ناحية الاحتياط غير أن نوعيته متوسطة ويحتاج إلى معالجة وتركيز ليصبح صالح للصناعة. تم احتساب الاحتياطي الصناعي في منطقتين الأولى قرب محطة H-3 والثانية في عكاشات والمستثمرة في تمويل معمل الفوسفات لغرض صناعة الأسمدة الفوسفاتية بطاقة وصلت إلى أكثر من مليون طن سنوياً.
وقد كشفت هيئة المسح الجيولوجي الأمريكية في سبتمبر 2011 عن العثور على كميات ضخمة من الفوسفات من «النوعية الجيدة» في منطقة الأنبار العراقية وقالت صحيفة «الإندبندنت» البريطانية إن الهيئة قدّرت الاحتياطيات العراقية من الفوسفات بـ 5.75 مليار طن، أي ما نسبته 9% من الاحتياطيات العالمية.

## النقل
توجد في عكاشات محطة قطارات تربطها بالقائم وحديثة التي ترتبط بشبكة السكك الحديدة العراقية والتي كانت تستخدم لنقل الفوسفات من أماكن التنقيب.
السكة الحديدية تمتد على طول الطريق الشرقي نحو حديثة حتى يصل نحو الجنوب إلى الخليج العربي وشمالاً نحو بيجي ونحو شمال العراق.

## إنتاج اليورانيوم
مناجم عكاشات الواقعة على بعد 420 كيلومترا غرب بغداد تحتوي على منشأة لإنتاج خام اليورانيوم المرتبطة مع موقع القائم. ويمتلك العراق احتياطيات من خام اليورانيوم في مناجم في عكاشات على الحدود مع سوريا. موقع القائم الواقع على بعد 100 كيلومتر إلى الشمال الشرقي، لا يزال قادراً على تنقية خام اليورانيوم.
حتى منتصف ثمانينات القرن العشرين، أنتج العراق ما لا يقل عن 164 طن من الكعكة الصفراء، التي تم الحصول عليها في منجم عكاشات ومعالجتها في العراق في منطقة القائم، والموقع بنته الشركة السويسرية.